# Cot Luengang
Cot Luengang är ett berg i Indonesien.   Det ligger i provinsen Aceh, i den västra delen av landet, 1 800 km nordväst om huvudstaden Jakarta. Toppen på Cot Luengang är 317 meter över havet.
Terrängen runt Cot Luengang är varierad.Runt Cot Luengang är det tätbefolkat, med 276 invånare per kvadratkilometer. Närmaste större samhälle är Banda Aceh, 18,8 km norr om Cot Luengang. Omgivningarna runt Cot Luengang är en mosaik av jordbruksmark och naturlig växtlighet.